# Championnat de Haute-Normandie de cross-country
Le Championnat de Haute-Normandie de cross-country est la compétition annuelle de cross-country désignant le champion de Haute-Normandie de la discipline. Il est qualificatif pour les Interrégionaux Nord-Ouest de cross-country.
À partir de 2017, le Championnat de Haute-Normandie de cross-country fusionne avec le Championnat de Basse-Normandie de cross-country pour former le Championnat de Normandie de cross-country.

## Palmarès cross long hommes
- 2004 : Hassan Hirt
- 2005 : Hassan Hirt
- 2006 : Hassan Hirt
- 2007 : Rachid Chekhemani
- 2008 : Mokhtar Benhari
- 2009 : Mokhtar Benhari
- 2010 : Stéphane Lefrand
- 2011 : Mokhtar Benhari
- 2012 : Mohamed Oubassour
- 2013 : Hassan Oubassour
- 2014 : Mohamed Oubassour
- 2015 : Mohamed Oubassour
- 2016 : Hassan Oubassour

## Palmarès cross long femmes
- 2004 : Sophie Cheral
- 2005 : Jessica Luciani
- 2006 : Sophie Cheral
- 2007 : Charlotte Gauchet
- 2008 : Jennifer Lemere
- 2009 : Sophie Menard
- 2010 : Charlotte Gauchet
- 2011 : Aurore Devraigne
- 2012 : Anne-Gaëlle Retout
- 2013 : Hélène Lamon
- 2014 : Jacqueline Gandar
- 2015 : Jacqueline Gandar
- 2016 : Hélène Crombez-Colle